# زیردریایی یو-۶۱۹
زیردریایی یو-۶۱۹ (به انگلیسی: German submarine U-619) یک زیردریایی است که طول آن ۶۷٫۱ متر (۲۲۰ فوت ۲ اینچ) می‌باشد. این زیردریایی در سال ۱۹۴۲ ساخته شد.